# Тафтсин
Тафтсин (Thr-Lys-Pro-Arg) — регуляторный пептид, впервые был описан учёными Victor A. Najjar и Kenji Nishioka (США) в 1970 г. в качестве природного иммуномодулятора: он стимулировал фагоцитоз, регулируя различные функции нейтрофилов и макрофагов. Содержание его в крови[чьей?] составляет 250—300 мкг/л.

## Действие
Тафтсин в организме человека синтезируется в селезёнке из тяжёлых цепей иммуноглобулина G. Являясь периферическим регулятором иммунитета, он активирует T-лимфоциты, стимулирует адаптивный иммунитет, хемотаксис и миграцию иммунокомпетентных клеток.
Кроме этого, было отмечено его участие в процессах гемопоэза в костном мозге, свёртывания крови, регенерации, канцерогенеза и фиброзировании тканей.
Тафтсин реализует своё действие через специфические рецепторы расположенные на мембранах полиморфно-ядерных лейкоцитов (около 50 000 на 1 клетке), моноцитов (около 100 000 на 1 клетке), периферических макрофагов (около 72 000 на 1 клетке).

## История
Тафтсин, являясь естественным иммуномодулятором, одновременно воздействует и на функциональную активность нервной системы.
Теоретическое обоснование этой активности выдвинули в 1980-е годы советские учёные под руководством академиков А. В. Вальдмана и И. П. Ашмарина, а дальнейшие исследования[чьи?] выявили влияние тафтсина на поведенческую активность и эмоциональный статус животных и человека, установили его положительное действие на интеллектуальную активность мозга.

## Применение
Выяснилось, что тафтсин повышает в организме компенсаторно-восстановительные процессы, обладает противотревожным действием, психостимулирующей и стресспротективной активностью, улучшает мыслительную деятельность. В стрессовой ситуации он не только способствует устранению эмоционально-негативного напряжения, но и способен восстанавливать адекватную мотивационную деятельность и активировать адаптивное поведение, направленное на достижение полезного результата.
В 1995 году в НИИ фармакологии РАМН под руководством академика С. Б. Середенина было обнаружено ещё одно свойство тафтсина — способность снимать состояния страха и тревоги.
Некоторое время применение регуляторного пептида тафтсина в клинической практике как лекарства было ограничено его низкой стабильностью. Он разрушался протеазами биологических сред организма.
С целью преодоления этой проблемы академиком Н. Ф. Мясоедовым из Института молекулярной генетики РАН было предложено включать в структуру тафтсина трипептид Pro-Gly-Pro. Этот синтезированный регуляторный пептид Thr-Lys-Pro-Arg-Pro-Gly-Pro получил название «селанк» и в настоящее время зарегистрирован в Российской Федерации для клинического применения в форме интраназальных капель (регистрационное удостоверение № ЛСР-003338/09). Несмотря на то, что в медицинской практике прежде всего используются транквилизирующие и антидепрессивные свойства препарата, он не потерял своей природной иммуномодулирующей активности.